# Nemoto Yuichi
Yuichi Nemoto (sinh ngày 12 tháng 7 năm 1981) là một cầu thủ bóng đá người Nhật Bản.

## Sự nghiệp câu lạc bộ
Yuichi Nemoto đã từng chơi cho Kashima Antlers, Cerezo Osaka, Vegalta Sendai, Oita Trinita và JEF United Chiba.